# Bratkówka
Bratkówka – wieś w Polsce położona w województwie podkarpackim, w powiecie krośnieńskim, w gminie Wojaszówka.
Baratkówka znajduje się 6 km na północny zachód od Krosna. Przylega do granic Czarnorzecko-Strzyżowskiego Parku Krajobrazowego. Od południa przepływa przez nią rzeka Wisłok.
W latach 1954–1972 wieś należała i była siedzibą gromady Bratkówka. W latach 1973–1976 miejscowość była siedzibą gminy Bratkówka. W latach 1975–1998 miejscowość położona była w województwie krośnieńskim.

## Części wsi
| SIMC    | Nazwa    | Rodzaj     |
| ------- | -------- | ---------- |
| 0361933 | Dół      | część wsi  |
| 0361940 | Góra     | część wsi  |
| 0361956 | Koryciny | część wsi  |
| 0361962 | Wólka    | przysiółek |

## Historia

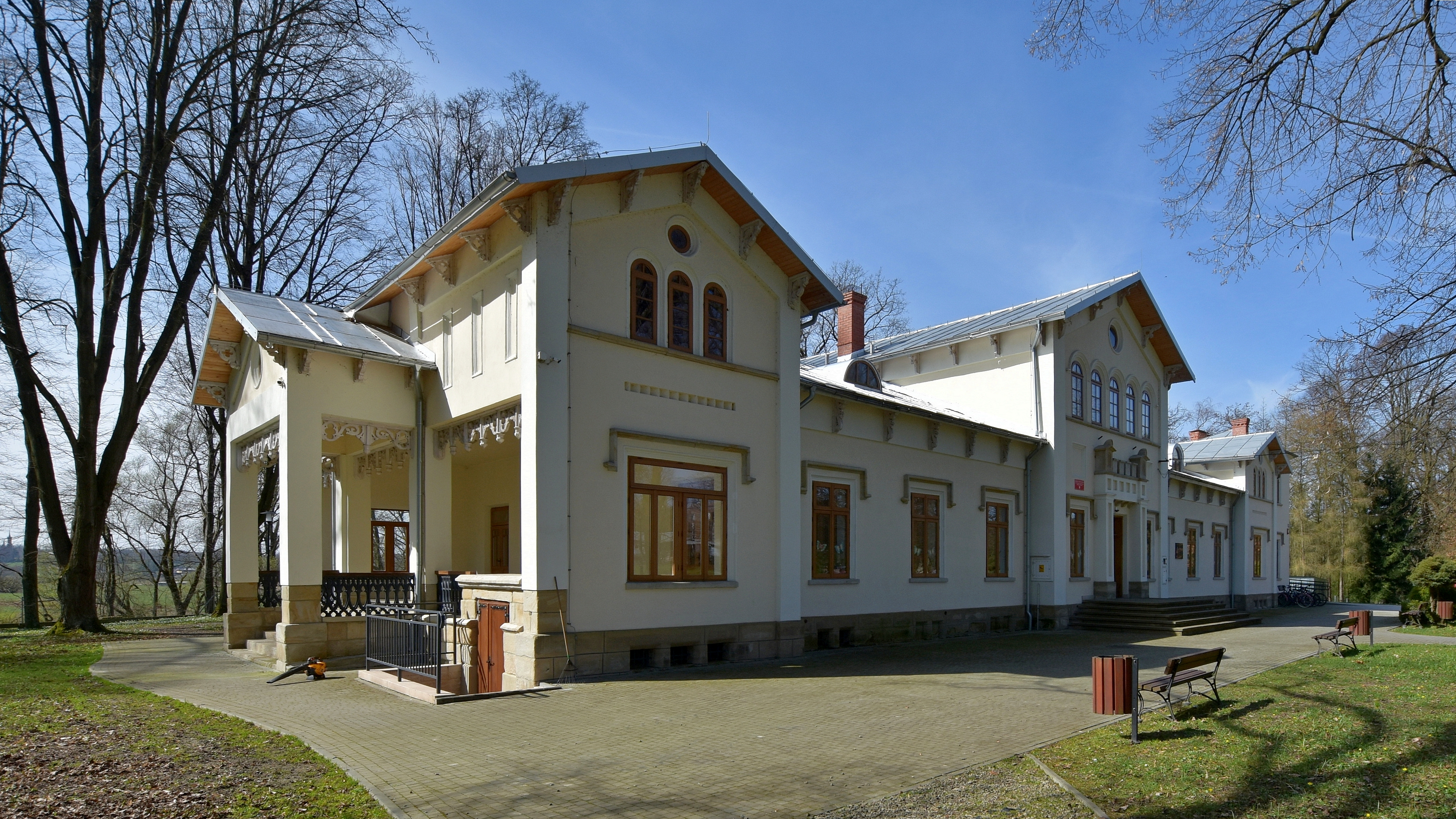
Dworek Starowieyskich – obecnie szkoła podstawowa

13 grudnia 1397 roku Henryk Szebieński (Sebensky) syn Tomisława z Szebni (z 1362) sprzedał Klemensowi z Moskorzewa – podkanclerzowi królestwa polskiego, trzy wsi w powiecie krośnieńskim przy zamku: Wojkówkę, Bratkówkę i Na Wysokiem z obu stron Wisłoka za 400 grzywien. W XIV wieku właścicielem Bratkówki był Henryk Sobieński z zamku Sobień koło Sanoka. W XV wieku do Andrzeja i Mikołaja z Bratkówki należała w części Jaszczew, gdy otrzymała prawo niemieckie. W 1447 roku wzięli po pół Jaszczwi Jan i Rafał Jaźwiecki piszący się też z Bratkówki (obaj: 1415–1489).
W czasie II wojny światowej Patrol Kedywu Olgierd z Placówki AK OP-15 Odrzykoń Oleander dwukrotnie w dniu 22 maja 1943 i 2 października 1943 roku zaatakował dwór, zarządzany przez Niemca Henricha Reinartza, zdobywając w czasie udanej akcji broń. 26 lutego 1944 roku zastrzelony tu został Marian Szuba „Górski”, który brał udział w tych akcjach, rozpoznany przez pracowników dworu.
W Bratkówce znajdują się m.in.: Szkoła Podstawowa im. bł. Stanisława Starowieyskiego. Szkoła znajduje się w zabytkowym dworku Starowieyskich, otoczonym parkiem ze ścieżka dydaktyczną.
W miejscowości jest bank spółdzielczy, poczta, posterunek policji, ośrodek zdrowia, sklepy spożywcze i przemysłowe, małe firmy usługowe i produkcyjne.
Ze szlaku niebieskiego Dębica-Czarnorzeki zejście w miejscowości Rzepnik na południe ok. 30 min.

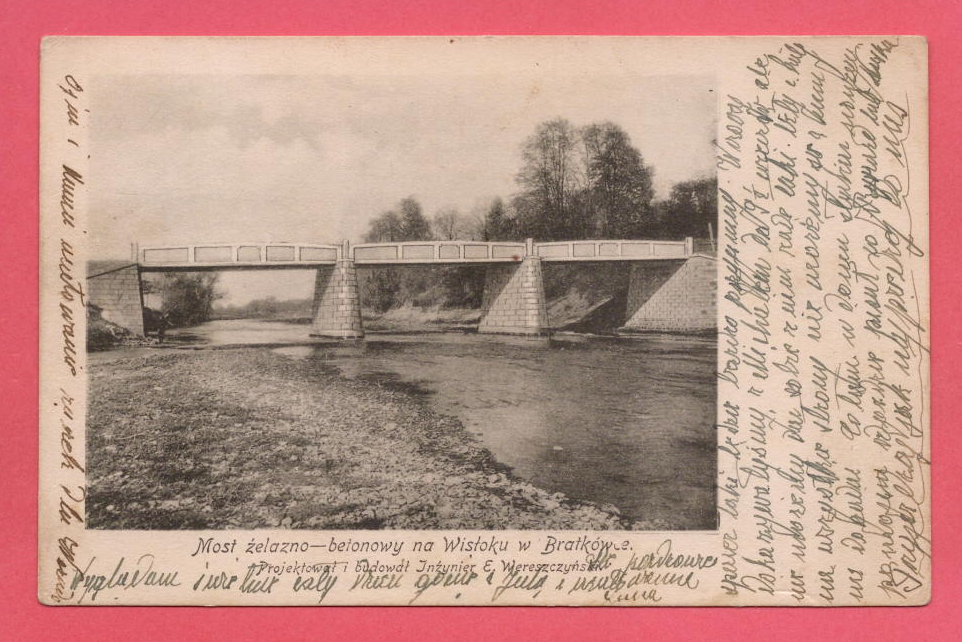
Nieistniejący most żelazno-betonowy na Wisłoku proj. inż. E. Wereszczyński (1910)

## Urodzeni w Bratkówce
- Jan Jucha (1951–2021) – polski twórca ludowy, autor rzeźb oraz haftów o tematyce sakralnej, odznaczony honorową odznaką „Zasłużony dla Kultury Polskiej”[7].
- Franciszek Starowieyski (1930–2009) – polski grafik, malarz, rysownik i scenograf.
- Zofia Starowieyska-Morstinowa (1891–1966) – polska eseistka i krytyczka literacka.